# Cerro Azul (Guaviare)
Cerro Azul es un yacimiento arqueológico excavado entre 2014 y 2015, que se encuentra a 26 km al occidente de San José del Guaviare y a 5 km al sur de la margen derecha del río Guayabero.
Se trata de un abrigo rocoso, en el cual se hallaron pictografías, ocre, instrumentos líticos, fragmentos de alfarería, restos de fauna y flora, semillas arqueológicas, fitolitos y un enterramiento humano.
En los niveles más superficiales de la excavación, a menos de 40 cm de profundidad, están asociados a restos de alfarería y semillas de yuca. Entre los 40 y 85 cm de profundidad aumenta la densidad de instrumentos líricos y no hay fragmentos cerámicos. Entre los 85 y 100 cm solo hay poca presencia de carbón vegetal.
El nivel de excavación 85 cm ha sido datado por radiocarbono en 12.045 años AP, según la cronología calibrada, mientras el nivel 27 cm data de hace 320 años.

## Excavaciones de 2017 y 2018
La excavación de Cerro Azul se amplió en 2017 y 2018. Se excavaron nuevas rejillas en el sitio de Angosturas II, que originalmente fue excavado en 1989. Además, se realizó una exploración en la Serranía de La Lindosa, que tuvo como objetivo ubicar nuevos abrigos rocosos. Los datos obtenidos, recopilados en 3 años de trabajo demostraron la naturaleza excepcional de la Serranía La Lindosa para estudiar la población de la Amazonia colombiana y proporcionan evidencia de sus primeros habitantes y sus interacciones ambientales. Múltiples refugios rocosos, adornados con miles de pinturas rupestres que representan formas geométricas, figuras humanas, huellas de manos, plantas y animales, contienen secuencias culturales del Pleistoceno tardío / Holoceno temprano bien conservadas. Los resultados de las nuevas excavaciones en tres abrigos rocosos en esta región -Cerro Azul, Cerro Montoya y Limoncillos- proporcionan una cronología de radiocarbono que establece con certeza contextos humanos, yendo hasta ~ 12,600 cal AP.
En Cerro Azul, dos muestras de carbón produjeron fechas de ~ 20,500-19,200 cal AP. Ambas fechas se obtuvieron del carbón vegetal recuperado en el Estrato I. Hasta que las excavaciones futuras puedan proporcionar nuevos registros, solo son concluyentes las fechas entre ~ 12.100 y ~ 11.800 cal AP que marcan el inicio de una actividad humana estable y repetida en la región. Tres fechas de semillas de palma carbonizadas durante el Holoceno temprano al medio (~ 9,090– ~ 7, 004 cal BP) demuestran actividad continua en la región. Las cerámicas están presentes en 2.929-2.779 cal AP. El carbón vegetal de la superficie del suelo en el momento de la primera actividad humana sostenida en Limoncillos (Estrato 11) fue datado ~ 12,642-12,424 cal AP y; en Cerro Montoya (Estrato 15) ~ 12,388-12,008 cal AP.

## Pinturas rupestres
Se han recuperado tablillas de ocre y rocas exfoliadas con pinturas rojas de los primeros niveles ocupacionales de Cerro Azul, lo que indica que los primeros pobladores de la región se dedicaron al arte rupestre y dibujaron una variedad de megafauna ahora extinta, con realismo impresionante.  Incluyen imágenes que parecen parecerse a perezosos gigantes, mastodontes, camélidos, caballos y ungulados de tres dedos con troncos que se parecen a Xenorhinotherium o Macrauchenia. Miles de pinturas están documentadas a lo largo de las paredes rocosas. Los motivos más abundantes representados son temas antropomórficos, zoomorfos y geométricos y vegetales. Muchos representan escenas de caza y rituales, con los humanos interactuando con plantas, bosques y animales de la sabana. Entre las figuras zoomorfas más abundantes se encuentran venados, tapires, caimanes, murciélagos, monos, tortugas, serpientes y puercoespines.
Figuras representan andamios, y humanos que saltan desde un lugar alto mientras están asegurados por bejucos o cuerdas alrededor de los tobillos, que tal vez ilustran cómo se pintaba en lo alto de las rocas.

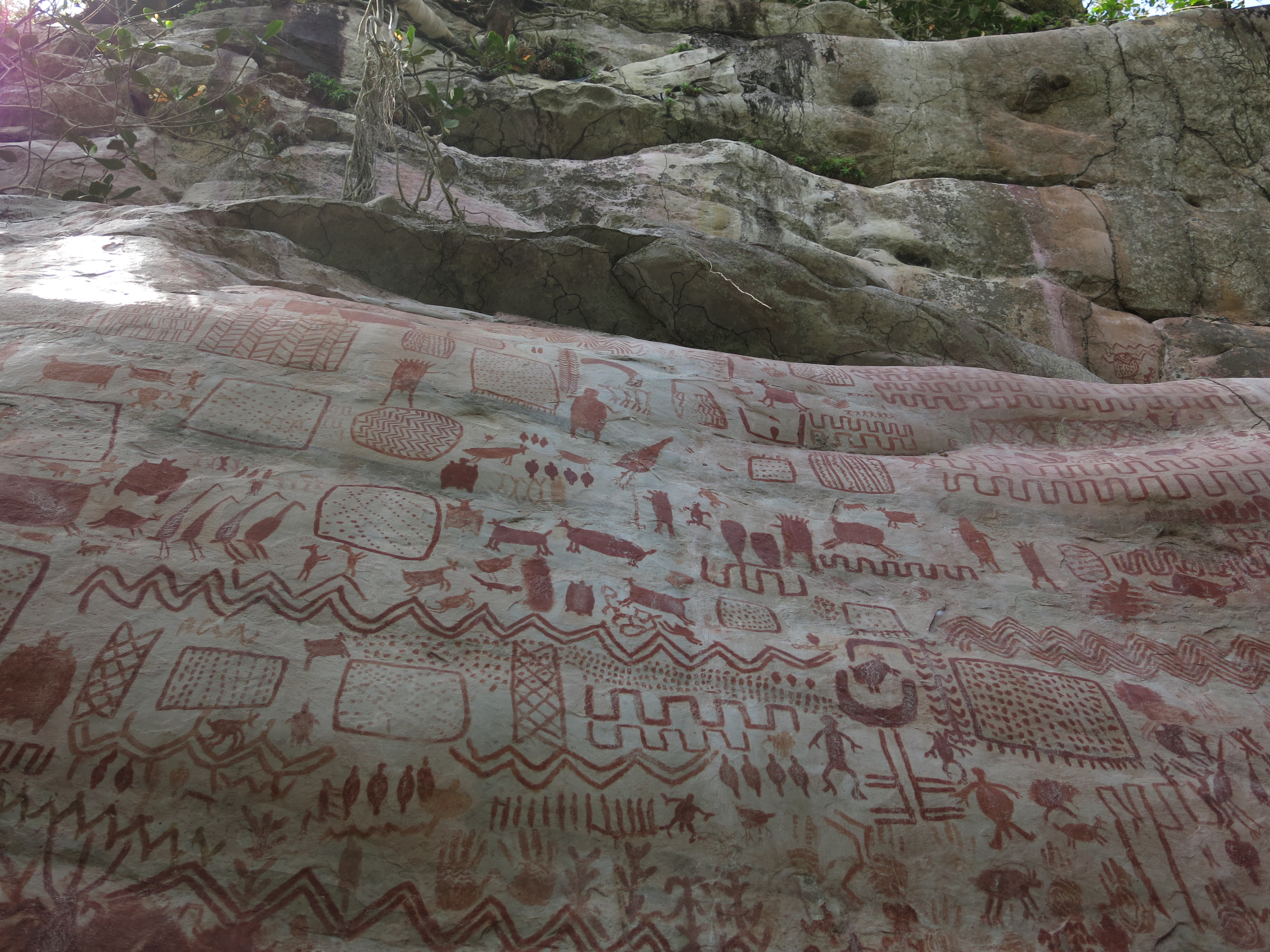